# 全民造星系列
《全民造星系列》（英語：King Maker），是香港電視娛樂（第1至4季）、MakerVille（第5季）製作的選秀節目系列，目前共有5季，由2018年開始於ViuTV播映。主題曲為《前傳》。此系列不少參賽者其後出道成為藝人。

## 每季列表
| 季數 | 節目名稱                 | 集數 | 播映日期                       | 入圍人數 | 冠軍   | 亞軍   | 季軍   |
| ---- | ------------------------ | ---- | ------------------------------ | -------- | ------ | ------ | ------ |
| 1    | Good Night Show 全民造星 | 60+3 | 2018年7月15日－2018年10月14日  | 99       | 姜濤   | 陳卓賢 | 楊樂文 |
| 2    | 全民造星II               | 49+2 | 2019年9月30日－2019年12月15日  | 96       | 吳啟洋 | 張天賦 | 李祉均 |
| 3    | 全民造星III              | 35+2 | 2020年11月2日－2020年12月26日  | 83       | 趙祥誠 | 陳葦璇 | 陳毅燊 |
| 4    | 全民造星IV               | 35+3 | 2021年10月30日－2021年12月25日 | 96       | 邱彥筒 | 沈貞巧 | 許軼   |
| 5    | 全民造星V                | 35+3 | 2023年5月15日－2023年7月16日   | 94       | 香胤宅 | 黃家灝 | 陳鎮亨 |
| 6    | 全民造星VI               | 35+3 |                                | 98       | [[]]   | [[]]   | [[]]   |

## 每季簡介

### 第一季
《Good Night Show 全民造星》為2018年ViuTV節目，由強尼、黃心美、陳俞希主持，文卓森旁白，主題曲為《前傳》。節目紀錄99位男參賽者接受不同類型歌舞比試，由各媒體代表票選汰弱留強，最終勝出的選手個人獨得100萬港幣獎金。節目前傳於7月15日播映，常規播放共60集，由7月16日至10月5日播映。總決賽及彩蛋於10月14日直播與播映，最終姜濤奪得冠軍，陳卓賢奪得亞軍，楊樂文奪得季軍。
2018年11月3日，姜濤、陳卓賢、楊樂文和其他參賽者江𤒹生、邱士縉、李駿傑、呂爵安、陳瑞輝、盧瀚霆、邱傲然、柳應廷、王智德組成男子組合MIRROR。同年12月2日，參賽者郭嘉駿、何啟華、吳保錡、梁業組成男子組合ERROR。

### 第二季
《全民造星II》為2019年ViuTV節目，由強尼主持，文卓森旁白，主題曲為《前傳》。節目與上季相若，最終勝出的選手個人獨得名車一部。節目常規播放共49集，由9月30日至12月6日播映。總決賽及彩蛋於12月15日直播與播映，最終吳啟洋奪得冠軍，張天賦奪得亞軍，李祉均奪得季軍。2020年12月26日，參賽者吳啟洋、歐鎮灝、葉振弘組成男子組合P1X3L。

### 第三季
《全民造星III》為2020年ViuTV節目，由強尼主持，文卓森旁白，主題曲為《前傳》。今季節目以「藝人再出道」為主題，參賽者需要有經理人公司的推薦及有演出經驗，但不分性別。節目常規播放共35集，由11月2日至12月18日播映。總決賽及彩蛋於12月26日直播與播映，最終趙祥誠奪得冠軍，陳葦璇奪得亞軍，陳毅燊（ANSONBEAN）奪得季軍。

### 第四季
《全民造星IV》為2021年ViuTV節目，由強尼主持，文卓森旁白，主題曲為《前傳》。今季節目只限女性參加，以選出女團為目標。節目製作特輯《全民造星極限造夢者》於2021年10月30日播映。常規播放共35集，由11月1日至12月17日播映。總決賽及彩蛋於12月25日直播與播映，最終邱彥筒奪得冠軍，沈貞巧奪得亞軍，許軼奪得季軍。2022年1月12日，邱彥筒、沈貞巧、許軼，以及其他參賽者李芯駖、蘇芷晴(已退團)、陳泳伽、王家晴、蘇雅琳組成女子組合COLLAR。

### 第五季
《全民造星V》為2023年ViuTV節目。節目原定於2022年拍攝及播映，但由於受到2022年MIRROR演唱會事故影響而延期舉辦，並於2023年1月重新啟動拍攝。由強尼主持，文卓森旁白，主題曲為《前傳》。另外本季只限男性人士參加。節目常規播放共35集，由5月15日至6月30日播映，特備節目1集於7月1日播映。總決賽於7月16日直播與播映。最終香胤宅（Lyman Heung）奪得冠軍，黃家灝（KC）奪得亞軍，陳鎮亨（亨仔）奪得季軍。

### 第六季
《全民造星VI》為2025年Viutv的節目。

## 外部連結
- 《Good Night Show 全民造星》官方網站 （页面存档备份，存于）
- 《全民造星II》官方網站 （页面存档备份，存于）
- 《全民造星III》官方網站 （页面存档备份，存于）
- 《全民造星IV》官方網站 （页面存档备份，存于）
- 《全民造星V》官方網站 （页面存档备份，存于）